# Lorin Sklamberg
Lorin Sklamberg is een Amerikaanse jazzzanger en muzikant (accordeon, piano, gitaar) en medeoprichter van de Amerikaanse Klezmer-band The Klezmatics. Hij begon met het uitvoeren van Joodse muziek op 15-jarige leeftijd en verhuisde begin 1980 naar New York om klezmer in zijn muziek op te nemen.
Voordat Lorin naar New York ging, maakte hij deel uit van het zelfbenoemde 'homo-joodse-radicale elfenfolkduo' genaamd Pilshaw en Sklamberg.
Naast zijn werk met The Klezmatics, werkt Lorin bij het YIVO Institute for Jewish Research als hun geluidarchivaris.

## Discografie
Met Don Byron
- 1993: Don Byron Plays the Music of Mickey Katz (Nonesuch)